# ウズベク語
ウズベク語（ウズベクご、Oʻzbek tili）は、アルタイ諸語であるテュルク諸語に属しテュルク諸語の中ではカルルク語群（南東語群）に分類される言語。ウズベキスタンの公用語。ウズベキスタンでは1992年以降は公式にはラテン文字で表記されるようになったが、それ以前はキリル文字で表記されていた。現在でもキリル文字表記は盛んに行われている。中国のウズベク族は改良アラビア文字で表記する。

## 歴史
現在のウズベキスタンを含むマー・ワラー・アンナフル地方は、9世紀以降断続的に、北方の草原地帯からテュルク系遊牧勢力の流入を受け、イラン系言語が優勢であった住民の言語にも、徐々にテュルク系言語が浸透していった。
ティムール朝支配下の15世紀には、 ペルシア語の影響を強く受けたテュルク系文章語であるチャガタイ語が成立し、宮廷や都市住民を中心に用いられた。バーブルやナヴァーイーに代表される多くの文人により、チャガタイ語を使った洗練された作品が著された。
ロシア帝国による中央アジア征服後の19世紀末から20世紀初頭には、チャガタイ語の伝統を元に、口語の要素を加えた新しい文章語を用いる知識人が現れた。また、トルキスタン総督府が出版したトルキスタン地方新聞でも、現地の口語に基づいた文章語が「サルト語」と称して使われ、現代ウズベク語の基礎となる文化環境が整えられた。
帝政期のロシア領トルキスタンでは、オアシス定住民に対しては「サルト人」、遊牧民に対しては遊牧ウズベクに由来する「ウズベク人」といった民族名称が用いられてきた。こうした歴史的に形成された民族概念に対して、ソビエト政権は政策的な民族境界画定工作を実施し、1924年にはトルキスタン南部のテュルク系諸言語の話者は全て「ウズベク人」として識別された。新しく作られた「ウズベク人」の標準文章語には、サマルカンドのサルト語（現在のカルルク方言）が選定された。

## 話者
ウズベク語の話者の大半は、ウズベキスタンに居住している。また、タジキスタンに120万人、キルギスに55万人、カザフスタンに33万人、トルクメニスタンに31万人が居住し、アフガニスタン北部、中国の新疆ウイグル自治区にもウズベク語話者が存在する。

## 系統
ウズベク語は、テュルク諸語南東語群（チャガタイ語群）に属し、現代ウイグル語に近縁であると考えられている。
他のテュルク諸語で広く見られる母音調和の特徴を消失している他、語彙にアラビア語、ペルシア語、ロシア語を多く含むなどの特徴を有している。

## 方言
現代ウズベク語は、カルルク方言、キプチャク方言、オグズ方言の3つの方言に大別される。ウズベク語はその成立経緯から、起源を異にする様々なテュルク系諸語の話者を含んでおり、「ウズベク語」という名称はその総称を示すものと考えられている。
- カルルク方言 - フェルガナ、サマルカンドの定住民の言語であり、現代の標準文章語の元になった方言である。
  - Ferghana dialect
  - カルルク・ホラズム方言（ウズベク語版）
- オグズ方言 - ホラズム地方で話され、トルクメン語との類縁性を持つ。
- キプチャク方言 - 遊牧ウズベクの子孫からなるタシケント、サマルカンド、ブハラの住民の言語であり、母音調和の特徴を保持している。
  - Tashkent dialect
  - ノガイ方言（ロシア語版）（ノガイ語）

## 表記

### キリル文字とラテン文字

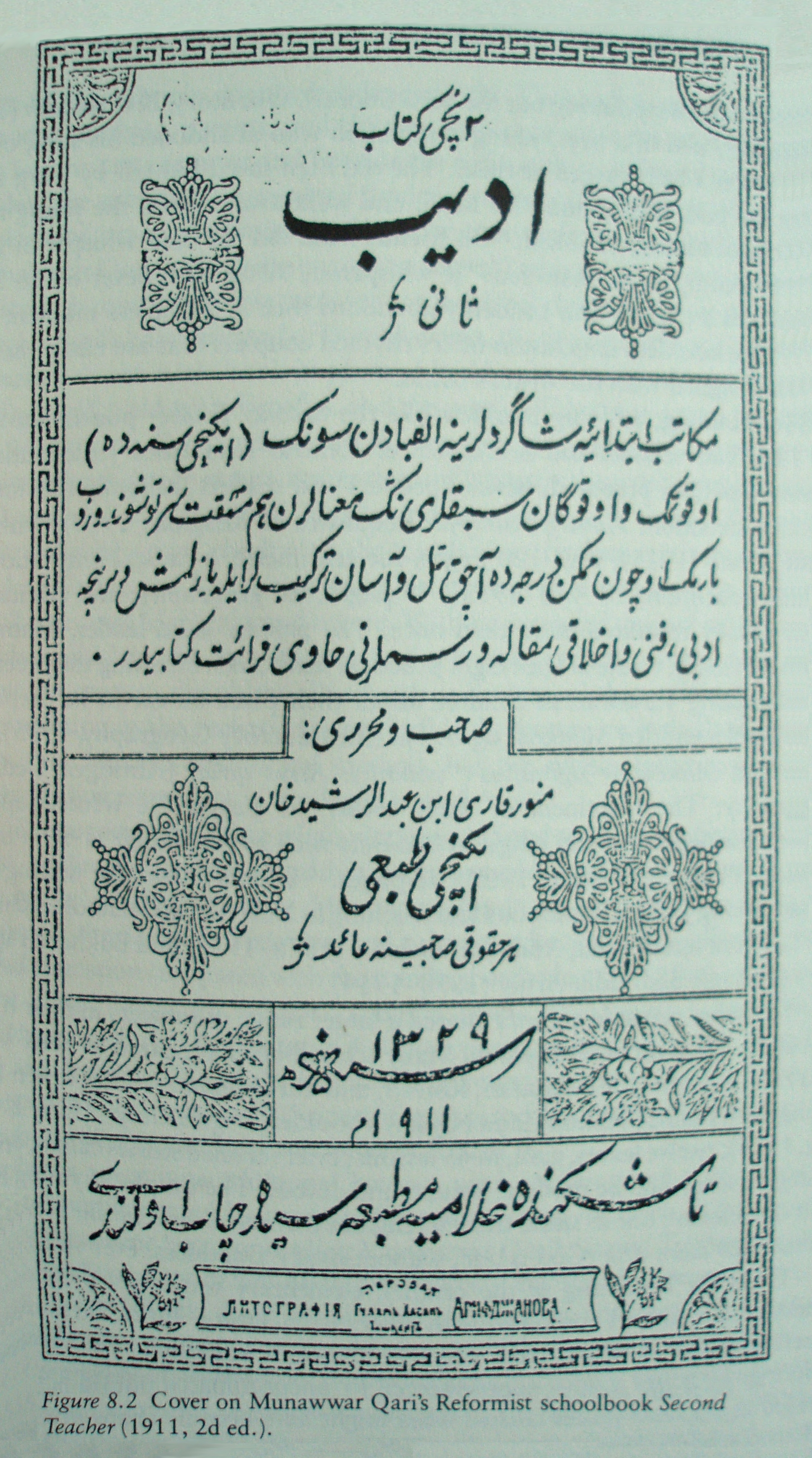
1911年、タシケントの新方式学校で使用された教科書の表紙ページ

ウズベク語の正書法は、アラビア文字、ラテン文字、キリル文字としばしば変更され、現在では1995年に制定されたラテン文字の新正書法が使われている。
ウズベキスタン政府は、公共部門の全文書を新正書法に切り替え、2005年までに移行を完了するとしていたが、現在でもキリル文字による旧正書法は広く使われている。また中央銀行が発行する紙幣には、依然として通用度の高いキリル文字が使用されている。
2019年5月にはトルコ語やカザフ語のラテン文字に近い表記に変更する案が出された。新疆ウイグル自治区に在住する中国の少数民族としての「烏孜別克族」は現在改良アラビア文字を使用している。

### アルファベット一覧
| ウズベク語の新旧正書法対照表 | ウズベク語の新旧正書法対照表 | ウズベク語の新旧正書法対照表 | ウズベク語の新旧正書法対照表 | ウズベク語の新旧正書法対照表 |
| アラビア文字                 | ラテン文字                   | キリル文字                   | ラテン文字                   | IPA                          |
| ---------------------------- | ---------------------------- | ---------------------------- | ---------------------------- | ---------------------------- |
| -1929                        | 1936-1940                    | 1940-1992                    | 1995-                        | IPA                          |
| ﺍ, ه                         | Ə ə                          | А а                          | A a                          | [ɑ]                          |
| ﺏ                            | B в                          | Б б                          | B b                          | [b]                          |
| چ                            | C c                          | Ч ч                          | Ch ch                        | [ʧ]                          |
| ﺩ                            | D d                          | Д д                          | D d                          | [d]                          |
| ﻩ                            | E e                          | Э э / Е е                    | E e                          | [ɛ]                          |
| ﻑ                            | F f                          | Ф ф                          | F f                          | [f]                          |
| گ                            | G g                          | Г г                          | G g                          | [g']                         |
| ﻍ                            | Ƣ ƣ                          | Ғ ғ                          | Gʻ gʻ                        | [ɣ]                          |
| ﺡ,ﻩ                          | H h                          | Ҳ ҳ                          | H h                          | [h]                          |
| ی                            | I i                          | И и                          | I i                          | [ɪ]                          |
| ﺝ, ژ                         | Ç ç, Ƶ ƶ                     | Ж ж                          | J j                          | [ʤ]                          |
| ﻙ                            | K k                          | К к                          | K k                          | [k']                         |
| ﻝ                            | L l                          | Л л                          | L l                          | [l]                          |
| ﻡ                            | M m                          | М м                          | M m                          | [m]                          |
| ﻥ                            | N n                          | Н н                          | N n                          | [n]                          |
| ﺍ                            | A a                          | О о                          | O o                          | [ɔ]                          |
| ﻭ                            | O o                          | Ў ў                          | Oʻ oʻ                        | [o]                          |
| پ                            | P p                          | П п                          | P p                          | [p]                          |
| ق                            | Q q                          | Қ қ                          | Q q                          | [q]                          |
| ﺭ                            | R r                          | Р р                          | R r                          | [r]                          |
| ﺙ,ﺱ,ﺹ                        | S s                          | С с                          | S s                          | [s]                          |
| ﺵ                            | Ş ş                          | Ш ш                          | Sh sh                        | [ʃ]                          |
| ﺕ,ﻁ                          | T t                          | Т т                          | T t                          | [t]                          |
| ﻭ                            | U u                          | У у                          | U u                          | [u]                          |
| ﻭ                            | V v                          | В в                          | V v                          | [v], [w]                     |
| ﺥ                            | X x                          | Х х                          | X x                          | [x]                          |
| ی                            | J j                          | Й й                          | Y y                          | [j]                          |
| ﺫ,ﺯ,ﺽ,ﻅ                      | Z z                          | З з                          | Z z                          | [z]                          |
| ء, ع                         | ʼ                            | Ъ ъ                          | ʼ                            | [ʔ]                          |
|                              | Je je                        | Е е                          | Ye ye                        | [jɛ]                         |
|                              | Jo jo                        | Ё ё                          | Yo yo                        | [jo]                         |
|                              | Ju ju                        | Ю ю                          | Yu yu                        | [ju]                         |
|                              | Ja ja                        | Я я                          | Ya ya                        | [ja]                         |
|                              | Ts ts                        | Ц ц                          | Ts ts                        | [t͡s]                         |

### 特殊な文字
ʻ（U+02BB modifier letter turned comma）は1つの文字ではなく、直前の文字 G または O と合わせて1つの文字となる。
Gʻ gʻ は、大まかに言えば閉鎖音 G g /ɡ/ に対する摩擦音 /ɣ/ であるが、厳密に言えば、調音位置が後にずれた後部軟口蓋音 (post-velar)、あるいは言い換えると、[ɣ] と [ʁ] の中間的な音である。同源の類似音を持つトルコ語族の言語として、アゼルバイジャン語の Ğ ğ /ɣ/ やウイグル語の GH Gh gh /ʁ/ がある。
Oʻ oʻ は O o より少し狭い母音である。カナで無理に区別するなら O o は「アっぽいオ」、Oʻ oʻ は「ウっぽいオ」であり、たとえば国名の Oʻzbekiston は「ウズベキスタン」である。
ʼ（U+02BC modifier letter apostrophe）は、ロシア語 ъ の翻字のほか、sh [ʃ]と、sʼh [sh]を表記上区別する場合にも用いられる。
「半母音 /y/ + 母音」を表すキリル文字 Е е Ё ё Ю ю Я я は、ロシア語からの借用語に使われていた。